# Marathon van Fukuoka 1984
De marathon van Fukuoka 1984 werd gelopen op zondag 2 december 1984. Het was de 38e editie van de marathon van Fukuoka. Aan deze wedstrijd mochten alleen mannelijke elitelopers deelnemen. De Japanner Takeyuki Nakayama kwam als eerste over de streep in 2:10.00.

## Uitslagen
| rang   | naam                | land | tijd    |
| ------ | ------------------- | ---- | ------- |
| Goud   | Takeyuki Nakayama   | JPN  | 2:10.00 |
| Zilver | Taisuke Kodama      | JPN  | 2:10.36 |
| Brons  | Michael Heilmann    | GER  | 2:10.59 |
| 4      | Jong-Hyong Lee      | PRK  | 2:11.34 |
| 5      | Kunimitsu Ito       | JPN  | 2:12.04 |
| 6      | Kaneo Hikima        | JPN  | 2:12.08 |
| 7      | Isamu Sennai        | JPN  | 2:12.20 |
| 8      | Fumiaki Abe         | JPN  | 2:12.41 |
| 9      | Kiyoshi Hayashi     | JPN  | 2:12.47 |
| 10     | Tetsuji Iwase       | JPN  | 2:13.07 |
| 11     | Hiroshi Noda        | JPN  | 2:13.22 |
| 12     | Yoshihiro Nishimura | JPN  | 2:13.41 |
| 13     | Djama Robleh        | DJI  | 2:14.10 |
| 14     | Katsumi Sakai       | JPN  | 2:14.24 |

1947 ·
1948 ·
1949 ·
1950 ·
1951 ·
1952 ·
1953 ·
1954 ·
1955 ·
1956 ·
1957 ·
1958 ·
1959 ·
1960 ·
1961 ·
1962 ·
1963 ·
1964 ·
1965 ·
1966 ·
1967 ·
1968 ·
1969 ·
1970 ·
1971 ·
1972 ·
1973 ·
1974 ·
1975 ·
1976 ·
1977 ·
1978 ·
1979 ·
1980 ·
1981 ·
1982 ·
1983 ·
1984 ·
1985 ·
1986 ·
1987 ·
1988 ·
1989 ·
1990 ·
1991 ·
1992 ·
1993 ·
1994 ·
1995 ·
1996 ·
1997 ·
1998 ·
1999 ·
2000 ·
2001 ·
2002 ·
2003 ·
2004 ·
2005 ·
2006 ·
2007 ·
2008 ·
2009 ·
2010 ·
2011 ·
2012 ·
2013 ·
2014 ·
2015 ·
2016 ·
2017